# Burlington Northern Santa Fe
Die Burlington Northern Santa Fe LLC ist eine amerikanische Holdinggesellschaft. Wichtigstes Tochterunternehmen ist die Eisenbahngesellschaft BNSF Railway. Das Unternehmen gehört zum Berkshire-Hathaway-Konzern von Warren Buffett. Sitz des Unternehmens ist Fort Worth.

## Geschichte
Mitte der 1990er Jahre kam es im amerikanischen Eisenbahnsektor zur bis heute letzten großen Fusionswelle. Auch die Santa Fe Pacific Corporation mit der Bahngesellschaft Atchison, Topeka and Santa Fe Railway stand dabei im Fokus. Die Burlington Northern Inc. erhielt beim Bieterkrieg gegenüber dem direkten Konkurrenten Union Pacific Corporation den Zuschlag. Am 16. Dezember 1994 wurde die Burlington Northern Santa Fe Corporation gegründet und nach der Genehmigung durch die Kartellbehörde Interstate Commerce Commission nahm das vereinigte Unternehmen am 22. Dezember 1995 den Betrieb auf. Im Zeitraum vom Ende Dezember 1996 bis Anfang Januar 1998 wurde die gesellschaftsrechtliche Fusion der Unternehmen vollzogen.
Im Dezember 1999 wurde die Fusion der BNSF Corporation mit der Canadian National Railway Company bekanntgeben. Die Kartellbehörde Surface Transportation Board verhängte im März 2000 auf Grund vorheriger Probleme bei größeren Fusionen im Bahnbereich ein 15-monatiges Moratorium. Die beiden Unternehmen beendeten daraufhin weitere Fusionsbestrebungen.
Ab August 2007 begann Warren Buffetts Berkshire Hathaway Anteile am Unternehmen zu erwerben. Bis zum Herbst 2009 hatte Berkshire Hathaway 22,6 % der Aktien erworben. Am 3. November 2009 wurde ein Kaufangebot für den restlichen Aktienbesitz in Höhe von 26 Milliarden Dollar angeboten. Die vollständige Übernahme des nunmehr unter Burlington Northern Santa Fe LLC firmierenden Unternehmens konnte am 12. Februar 2010 abgeschlossen werden. Seitdem wird das Unternehmen nicht mehr an der Börse gehandelt.

## Unternehmenssitz
Der Sitz des Unternehmens ist im Norden von Fort Worth. Die Burlington Northern hatte dort ab 1988 mit dem Aufbau eines zentralen Netzüberwachungszentrums und eines neuen Unternehmenssitzes begonnen. Nach der Fertigstellung 1995 wurde der Standort zum Sitz der neu geschaffenen Burlington Northern Santa Fe Corporation, der BNSF Railway und weitere Tochterunternehmen.

## Tochterunternehmen
Entsprechend den Angaben in den Jahresabschlüssen 1995 bzw. 2008 waren folgende Tochterunternehmen aufgeführt. Das Unternehmen besitzt direkt oder indirekt Anteile an weiteren Unternehmen.
| 31. Dezember 1995 | 31. Dezember 2008 |
| --- | --- |
| - BN Leasing Corporation - Burlington Northern International Services Inc. - Burlington Northern Mexico Inc. - Burlington Northern Railroad Company - The Belt Railway Company of Chicago (8,3 %) - Burlington Northern Dock Corporation - Burlington Northern (Manitoba) Ltd. - Burlington Northern Railroad Holdings Inc. - Burlington Northern Worldwide Inc. - Camas Prairie Railroad (50 %) - Electro Northern - Houston Belt and Terminal Railway (24 %) - Iowa Transfer Railway (25 %) - Kansas City Terminal Railway (16,67 %) - Longview Switching Co. (50 %) - M T Properties (37,8 %) - Northern Radio Ltd. (British Columbia) - Paducah and Illinois Railroad (33,3 %) - Portland Terminal Railroad (40 %) - Terminal Railroad Association of St. Louis (14,3 %) - TTX Company (6,2 %) - Western Fruit Express - The Wichita Union Terminal Railway (33 %) - Winona Bridge Railway (100 %) - Burlington Northern Relocation Services Inc. - INB Corporation - M-R Holdings Acquisition Company - Midwest/Northwest Properties Inc. - Pine Canyon Land Company - Santa Fe Pacific Insurance Company - The Atchison, Topeka and Santa Fe Railway Company - Alameda Belt Line (50 %) - Aubrey Water Company - The Belt Railway Company of Chicago (8,33 %) - Central California Traction Company (33,3 %) - The Dodge City and Cimarron Valley Railway Company - The Gulf and Inter-State Railway Company of Texas - Houston Belt and Terminal Railway (25 %) - Kansas City Terminal Railway (8,33 %) - Los Angeles Junction Railway Company - The Oakland Terminal Railway (50 %) - Oklahoma City Junction Railway Company - Rio Grande, El Paso and Santa Fe Railroad Company - St. Joseph Terminal Railroad Company (50 %) - Santa Fe Forwarding Company - Santa Fe Rail Equipment Company - Santa Fe Receivables Corporation - Santa Fe Terminal Services Inc. - Star Lake Railroad Company - Sunset Railway Company (50 %) - Texas City Terminal Railway Company (33,3 %) - TTX Company (10,9 %) - The Wichita Union Terminal Railway Company (33,3 %) - Constellation 130 Inc. - Limited Partnership Management Inc. - Santa Fe Pacific Railroad Company (Act of Congress) - SFP Pipeline Holdings Inc. - Santa Fe Pacific Pipelines Inc. - Sunset Communications Company - Walker-Kurth Lumber Company - The Zia Company | - Burlington Northern Santa Fe Insurance Company Ltd. - FreightWise Inc. - BNSF Logistics LLC - Royal Cargo Lines Inc. - Meteor Communications Corporation - MCC Holdings Corporation - BNSF Railway Company - BN Leasing Corporation - BNSF Equipment Acquisition Company LLC - Bayport Systems Inc. - BayRail LLC - The Belt Railway Company of Chicago (IL)16,67 % - Burlington Northern and Santa Fe Railway Company de Mexico, S.A. de C.V. (99 %) - Burlington Northern Santa Fe British Columbia Ltd. - BNSF Railway International Services, Inc. - The Burlington Northern and Santa Fe Railway Company de Mexico, S.A. de C.V. (1 %) - Burlington Northern (Manitoba) Ltd. - Burlington Northern Railroad Holdings Inc. - Burlington Northern Santa Fe Manitoba Inc. - Burlington Northern Santa Fe Properties L.L.C. - Central California Traction Company (33,33 %) - Los Angeles Junction Railway Company - Midwest/Northwest Properties Inc. - Northern Radio Limited - The Oakland Terminal Railway (50 %) - Pine Canyon Land Company - Rio Grande, El Paso and Santa Fe Railroad Company - SFP Pipeline Holdings, Inc. - Santa Fe Pacific Pipelines, Inc. - Santa Fe Pacific Insurance Company - Santa Fe Pacific Railroad Company (Act of Congress) - Santa Fe Receivables Corporation - Santa Fe Terminal Services, Inc. - Star Lake Railroad Company - St. Joseph Terminal Railroad Company (50 %) - Sunset Railway Company (50 %) - Western Fruit Express Company - Winona Bridge Railway Company - The Zia Company - BNSF Foundation |

## Unternehmensleitung

### Chief Executive Officer und Präsident
- 22. Dezember 1995–7. Dezember 2000: Robert D. Krebs
- 7. Dezember 2000-1. Januar 2014: Matthew K. Rose (bis 12. Februar 2010 auch Präsident)
- 1. Januar 2014-31. Dezember 2020: Carl R. Ice
- seit 1. Januar 2021: Kathryn M. Farmer

### Chairman of the board
- 22. Dezember 1995–17. April 1997: Daniel P. Davison
- 17. April 1997–21. März 2002: Robert D. Krebs
- 21. März 2002-April 2019: Matthew K. Rose (seit 2014 als Executive Chairman)